# 12561 Howard
12561 Howard este un asteroid din centura principală de asteroizi.

## Descriere
12561 Howard este un asteroid din centura principală de asteroizi. A fost descoperit pe 20 septembrie 1998 la Kitt Peak National Observatory în cadrul proiectului Spacewatch. El prezintă o orbită caracterizată de o semiaxă mare de 3,10 ua, o excentricitate de 0,14 și o înclinație de 0,8° în raport cu ecliptica.